# Église Saint-André de Plavilla
L'église Saint-André de Plavilla est une église située en France sur la commune de Plavilla, dans le département de l'Aude en région  Languedoc-Roussillon.

## Localisation
L'église est située sur la commune de Plavilla, dans le département français de l'Aude.